# Archie Thompson
Archibald ("Archie") Gerald Thompson (Otorohanga, Nieuw-Zeeland, 23 oktober 1978) is een Australisch voormalig voetballer. In het elftal is Thompson een spits, maar hij kan ook als tweede spits of linksbuiten spelen. Thompson speelt voor Melbourne Victory.
Hij is vooral bekend om zijn dertien goals in één interland tijdens de wedstrijd Australië – Amerikaans-Samoa. Hiermee verpulverde hij het 89-jarige wereldrecord van de Duitser Gottfried Fuchs, die in 1912 tien keer scoorde tegen Rusland.

## Clubcarrière
Thompson werd geboren in Nieuw-Zeeland, maar enkele weken na zijn geboorte verhuisde hij al naar Australië. Archie Thompsons vader komt uit Nieuw-Zeeland en zijn moeder uit Papoea-Nieuw-Guinea. Thompson komt uit een gezin van 6 kinderen. Op jonge leeftijd begint hij al met voetballen, bij Twin City Wanderers in zijn woonplaats Albury, New South Wales. In 1995 tekent hij zijn eerste profcontract bij Bathurst 75, eveneens uit New South Wales. Hij zou er één seizoen spelen, om vervolgens naar Morwell Falcons FC te gaan. Die transfer had Thompson verdiend dankzij een korte stage, geregeld door zijn voormalige coach Carlo Villani. Samen met een paar anderen moest Thompson op een parkeerterrein buiten het stadion zijn kunsten vertonen.
Bij Morwell zou Thompson in twee seizoenen 17 goals maken, genoeg om een transfer naar Carlton SC te verdienen. Daar tekent hij een tweejarig contract. De laatste wedstrijd die Thompson voor Morwell speelde was toevalligerwijs tegen Carlton. Na een 1-0-achterstand maakt Thompson twee goals om de eindstand op 2-1 te bepalen. Bij zijn debuut voor Carlton maakt Thompson het meteen goed: hij weet tegen Brisbane Strikers het net vier keer te vinden. Een seizoen later vertrekt Thompson naar Marconi Stallions uit Sydney, om in 2001 zijn droom te verwezenlijken: een transfer naar Europa.
Het is het ambitieuze Belgische Lierse SK dat Thompson contracteert. Hij begint echter niet goed bij de club: in de eerste seizoenshelft weet Thompson geen één keer te scoren. Ook met Lierse gaat het niet goed: de club moet vechten tegen degradatie. Thompson weet in de tweede seizoenshelft nog negen keer het net te vinden. In het tweede jaar wordt er bij Lierse in de spits gekozen voor twee jeugdige talenten: Arouna Koné en Stein Huysegems. Thompson komt weinig aan spelen toe en speelt zelfs enige tijd voor het tweede elftal.
Voor het seizoen 2003/2004 worden Koné en Huysegems verkocht aan respectievelijk Roda JC en AZ en is Thompson weer eerste spits. In 25 wedstrijden maakt hij vier doelpunten. In het vierde en laatste seizoen komt Thompson pas echt los: hij maakt 14 doelpunten en maakt indruk op het veld. Hierna houdt Thompson het voor gezien in België en hij besluit samen met zijn gezin terug te keren naar Australië.
Bij Melbourne Victory tekent Thompson een 4-jarig contract. Het contract had hij al halverwege het seizoen 2004/2005 getekend, om zekerheid te krijgen over zijn toekomst. Bij Melbourne voelt Thompson zich een stuk beter op zijn gemak: hij is een van de sterren van de Australische competitie en in 14 wedstrijden maakt hij zeven doelpunten.
Op 30 december 2005 lekt het bericht uit in de media dat PSV geïnteresseerd zou zijn in Thompson. Guus Hiddink, de trainer van PSV en het Australische nationale elftal, wil Thompson bij de selectie hebben omdat hij dan wedstrijdritme kan opdoen voor het Wereldkampioenschap voetbal 2006. De Australische competitie is namelijk ruim voor het WK al beëindigd. Thompson is de enige international die in Australië voetbalt, en Hiddink kan hem zo van dichtbij volgen. Daarbij komt ook nog dat met de verhuur van Robert PSV een extra spits nodig heeft. Begin januari wordt de transfer afgerond. Hij werd voor een half seizoen gehuurd van Melbourne Victory, met een optie tot koop. Thompson speelde slechts 7 minuten in het eerste van PSV en na het WK maakte de club uit Eindhoven bekend dat ze niet verdergingen met Thompson.
Op 23 april 2006 komt Thompson in opspraak wegens mogelijke betrokkenheid in de zaak-Ye, een gokschandaal in België. In zijn tijd bij Lierse zou hij 5000 euro ontvangen hebben om mee te werken aan de vervalsing van een competitiewedstrijd. Hij werd uiteindelijk door de bondsprocureur van de KBVB niet vervolgd.

## Interlandcarrière
Thompson debuteerde in 2001 in het Australisch elftal. Tijdens een wedstrijd in april 2001 won hij met het nationale team met 31–0 van Amerikaans-Samoa. Thompson maakte in die wedstrijd dertien doelpunten en vestigde daarmee een wereldrecord. Ook kreeg hij een vermelding in het Guinness Book of Records.
Thompson maakte zijn debuut voor Australië in februari 2001 (3–2 verlies tegen Colombia). Op het WK 2006 in Duitsland speelde Australië (mét Thompson) onder bondscoach Guus Hiddink zeer sterk, alleen werden zij in de achtste finale uitgeschakeld door Italië, na een benutte strafschop. Hij behoorde tot de selectie voor de Azië Cup 2007, het eerste Aziatische toernooi waaraan Australië deelnam na de overstap van de OFC naar de AFC in januari 2007.
Thompson vertegenwoordigde zijn vaderland (als dispensatiespeler) eveneens bij de Olympische Spelen van 2008 in Peking. Daar werd de selectie onder leiding van bondscoach Graham Arnold uitgeschakeld in de groepsronde na nederlagen tegen Ivoorkust (0–1) en Argentinië (0–1) en een gelijkspel tegen Servië (1–1).

## Statistieken
| Seizoen | Club               | Wedstrijden | Goals | Land      | Competitie             |
| ------- | ------------------ | ----------- | ----- | --------- | ---------------------- |
| 1998/00 | Morwell Falcons FC | 45          | 17    | Australië | National Soccer League |
| 2000/01 | Carlton SC         | 8           | 6     | Australië | National Soccer League |
| 2000/01 | Marconi Stallions  | 13          | 6     | Australië | National Soccer League |
| 2001/05 | Lierse SK          | 90          | 27    | België    | Jupiler League         |
| 2005/06 | Melbourne Victory  | 14          | 7     | Australië | A-League               |
| 2005/06 | PSV                | 2           | 0     | Nederland | Eredivisie             |
| Totaal  |                    | 170         | 63    |           |                        |